# 풍산군 (왕족)
풍산군 이종린(豊山君 李宗麟, 1538년 ~ 1611년 9월 8일)은 조선 시대 왕족 종실이며 자(字)는 경인(景仁)이다. 덕양군 이기(중종 이역의 서자)의 장남(첫째아들)인 그는 조선 중종 임금의 서손(庶孫)이다.

## 생애

### 일생
그는 덕양군의 장남(長男)으로 1550년 관례에 따라 이복 숙부 명종으로부터 풍산정(豊山正)에 제수되고, 1553년 금원현부인 밀양 박씨와 혼인(결혼)하였으며, 1563년 사촌 남동생인 순회세자(順懷世子)의 상(喪)을 치를 당시 집사자(執事者)로 뽑히어 도정(都正)에 오르는 은전을 입었고 또 1565년 문정왕후(文定王后) 혼전(魂殿)의 윤직(輪直)에 함께 뽑혔다가 군(君)에 봉해졌다.
1581년(선조 14)에 아버지 덕양군이 세상을 떠나자, 3년상을 마침에 관례에 따라 정경(正卿)의 품계로 뛰어 올랐다.
1592년(선조 25) 임진왜란 때 어가를 호종하다가 중도에 이르러 어머니 영가군부인(永嘉郡夫人)이 늙고 달리 부양할 아들이 없는 것을 생각하고 잠시 동안 산골로 들어가 있다가 다시 행재소로 갔다.
1593년(선조 26) 여름에 임금의 명을 받들어 정릉(靖陵)을 봉심하였다. 그 해 가을, 영가군부인의 상을 당하여 양성(陽城) 안성군에 있는 시골집에서 3년상을 마쳤다. 외직에서 조정으로 돌아오니, 1605년(선조 38)에 조선 선조 이연이 1품계 올려주는 은전을 베풀었다.
1607년(선조 40)에 공이 어느덧 고희에 이르자 사촌 남동생인 조선 선조 임금이 하교하기를 “풍산군은 나의 존속인데 아직 병증도 없이 나이가 70에 차니 극히 가상하도다.”라고 하며, 계급을 더 높이어 가덕대부(嘉德大夫)로 종1품이 되었다.
1611년(광해군 3) 대행왕 조선 선조 이연의 3년상을 마치고 부태묘하는 예를 이룸에 공이 종친 중에 가장 연세가 많은 덕이 있는 노인으로, 또 한 계급이 올라 소덕대부(昭德大夫)로 종1품의 품계에 올라 종친부의 일을 관장하였으며 사옹원 제조와 오위도총부 도총관도 겸직하였으나 그 해 9월에 병으로 훙서하였다.
풍산군 이종린 공의 차남 구천군(龜川君)이 이괄의 난 때 호종한 공훈으로 현록대부 정1품 오위도총부 도총관에 추증되었다.
배우자 금원현부인(錦原縣夫人, 증 군부인) 박씨(1542∼1594)는 광주목사 박간(朴諫)의 딸이다. 그녀 또한 명문에서 자라나 본래 궁중 법도를 익혔고 귀한 집안으로 시집와서 훌륭하다는 칭찬이 더욱 드러났고 규문(閨門)이 화평하였다.

## 사후
그와 배우자 밀양 박씨 부인의 합장 묘소는 현재 경기도 성남시 분당구 하산운동 산41번지에 있다.
묘지명과 《풍산군 유사(遺事)》가 있다. 1998년 4월 덕양군 신도비 뒤쪽에 신도비를 세웠다.

## 같이 보기
- 풍산군이종린묘역